# Classe Edge
La classe Edge est une classe de cinq navires de croisière exploitée par la société Celebrity Cruises. Le Celebrity Edge, premier paquebot de la classe, est construit aux Chantiers de l'Atlantique de Saint-Nazaire. Il est livré en 2018 tandis que le second paquebot, le Celebrity Apex est livré en mars 2020. 
Le Celebrity Beyond et les deux derniers paquebots de la classe, seront des versions agrandies de 20 mètres avec près de 200 cabines supplémentaires.

## Les unités de la classe
La classe Edge se compose de 2 navires de croisières de 306 mètres et de 3 navires de 326 mètres de long. L'architecture des navires est très différente de l'architecture des paquebots actuels.
| Nom            | Image | Tonnage (T.S.L.) | Longueur (m) | Maître-bau (m) | Hauteur (m) | Cabines | Passagers | Équipage | Vitesse (en nœuds) | Mise en service | Chantier naval                            | Mise à l'eau    |
| -------------- | ----- | ---------------- | ------------ | -------------- | ----------- | ------- | --------- | -------- | ------------------ | --------------- | ----------------------------------------- | --------------- |
| Celebrity Edge |       | 130 000          | 306          | 38             |             | 1450    | 2900      | 1320     |                    | 2018            | Chantiers de l'Atlantique (St. Nazaire)   | 22 janvier 2018 |
| Celebrity Apex |       | 130 000          | 306          | 38             |             | 1450    | 2900      | 1320     |                    | 2020            | Chantiers de l'Atlantique (Saint-Nazaire) | mai 2019        |

| Nom              | Image | Tonnage (T.S.L.) | Longueur (m) | Maître-bau (m) | Hauteur (m) | Cabines | Passagers | Équipage | Vitesse (en nœuds) | Mise en service | Chantier naval                            | Mise à l'eau | Commentaires                                       |
| ---------------- | ----- | ---------------- | ------------ | -------------- | ----------- | ------- | --------- | -------- | ------------------ | --------------- | ----------------------------------------- | ------------ | -------------------------------------------------- |
| Celebrity Beyond |       | 140 600          | 327          | 38             |             | 1650    | 3260      |          |                    | 2022            | Chantiers de l'Atlantique (Saint-Nazaire) | 2021         |                                                    |
| Celebrity Ascent |       | 140 600          | 327          | 38             |             | 1650    | 3260      |          |                    | 2023            | Chantiers de l'Atlantique (Saint-Nazaire) | 2023         |                                                    |
| Celebrity Xcel   |       | 140 600          | 327          | 38             |             | 1650    | 3260      |          |                    | octobre 2025    | Chantiers de l'Atlantique (Saint-Nazaire) | janvier 2025 | propulsion au méthanol, quille posée en juin 2024, |
| Xcel 2           |       | 140 600          | 327          | 38             |             | 1650    | 3260      |          |                    |                 | Chantiers de l'Atlantique (Saint-Nazaire) | 2028 (prévu) |                                                    |